# Alta Valsesia e Valli Otro, Vogna, Gronda, Artogna e Sorba
Alta Valsesia e Valli Otro, Vogna, Gronda, Artogna e Sorba este o arie protejată (arie de protecție specială avifaunistică — SPA) din Italia întinsă pe o suprafață de 18.935 ha, integral pe uscat.

## Localizare
Centrul sitului Alta Valsesia e Valli Otro, Vogna, Gronda, Artogna e Sorba este situat la coordonatele 45°45′53″N 7°58′09″E / 45.764755°N 7.969252°E.

## Înființare
Situl Alta Valsesia e Valli Otro, Vogna, Gronda, Artogna e Sorba a fost declarat arie de protecție specială avifaunistică în octombrie 2006 pentru a proteja 1 specie de plante și 16 specii de animale.

## Biodiversitate
Situată în ecoregiunea alpină, aria protejată conține 20 de habitate naturale: Păduri de fag Luzulo-Fagetum, Păduri acidofile de Picea de la nivel montan la nivel alpin (Vaccinio-Piceetea), Tufărișuri subarctice cu Salix spp., Liziere de ierburi înalte hidrofile de câmpie și de nivel montan până la alpin, Turbării active, Formațiuni ierboase bogate în specii de Nardus, dezvoltate pe substraturi silicioase în zone montane (și în zone submontane, în Europa continentală), Fânețe montane, Păduri alpine de Larix decidua și/sau Pinus cembra, Păduri aluvionare cu Alnus glutinosa și Fraxinus excelsior (Alno-Padion, Alnion incanae, Salicion albae), Ape stătătoare oligotrofe până la mezotrofe, cu vegetație de Littorelletea uniflorae și/sau de Isoëto-Nanojuncetea, Pajiști alpine și boreale, Pante stâncoase silicioase cu vegetație casmofită, Pajiști boreale și alpine pe substrat silicios, Grohotișuri silicioase de la nivelul montan până la nivelul zăpezii (Androsacetalia alpinae și Galeopsietalia ladani), Pante stâncoase calcaroase cu vegetație casmofită, Tufărișuri cu Pinus mugo și Rhododendron hirsutum (Mugo-Rhododendretum hirsuti), Pajiști alpine și subalpine calcaroase, Păduri pe pante, grohotișuri și ravene de Tilio-Acerion, Ghețari permanenți, Grohotișuri calcaroase și de șisturi calcaroase de la nivelul montan până la nivelul alpin (Thlaspietea rotundifolii).
La baza desemnării sitului se află mai multe specii protejate:
- plante (1): Asplenium adulterinum
- păsări (13): minunița (Aegolius funereus), potârnichea de stâncă (Alectoris graeca saxatilis), acvilă de munte (Aquila chrysaetos), cocoșul de mesteacăn (Bonasa bonasia), barză albă (Ciconia ciconia), erete vânăt (Circus cyaneus), ciocănitoare neagră (Dryocopus martius), zăgan (Gypaetus barbatus), Lagopus muta helvetica, Lyrurus tetrix tetrix, cinghiță alpină (Montifringilla nivalis), viespar (Pernis apivorus), fluturașul de stâncă (Tichodroma muraria)
- nevertebrate (1): fluturele auriu (Euphydryas aurinia)
- pești (2): zglăvoacă (Cottus gobio), Salmo marmoratus

Pe lângă speciile protejate, pe teritoriul sitului au mai fost identificate 30 de specii de plante, 1 specie de amfibieni, 17 specii de mamifere, 3 specii de nevertebrate, 2 specii de pești, 7 specii de reptile.